# Chi segna vince
Chi segna vince (Next Goal Wins) è un film del 2023 diretto da Taika Waititi.
La pellicola, basata sul documentario del 2014 Next Goal Wins, segue le vicende della nazionale di calcio delle Samoa Americane, considerata la peggior nazionale del mondo, per le qualificazioni al campionato mondiale di calcio 2014 sotto la direzione dell'allenatore Thomas Rongen.

## Trama
L'allenatore di calcio Thomas Rongen viene sollevato dall'incarico di commissario tecnico della nazionale statunitense Under-20 dopo la mancata qualificazione al campionato mondiale di calcio Under-20 2011 in Colombia. Come alternativa la United States Soccer Federation gli propone di allenare la nazionale di calcio delle Samoa Americane, considerata la peggiore squadra al mondo.

## Produzione

### Riprese
Le riprese del film, iniziate nel novembre 2019 a Honolulu, sono terminate nel gennaio 2020.
Il film ha subito dei ritardi a causa delle riprese aggiuntive svoltesi nel dicembre 2021 per sostituire Armie Hammer con Will Arnett dopo le accuse di molestie rivolte ad Hammer.

## Promozione
Il primo trailer del film è stato diffuso il 27 aprile 2023.

## Distribuzione
Il film, inizialmente fissato per l'aprile 2023 e successivamente al 22 settembre 2023, è stato presentato al Toronto International Film Festival il 10 settembre 2023 e distribuito nelle sale cinematografiche statunitensi a partire dal 17 novembre 2023, mentre in quelle italiane dall'11 gennaio 2024.